# Abstract Window Toolkit

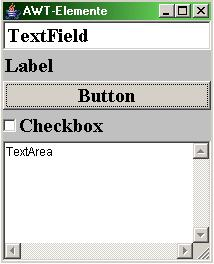
Przykładowe okienko z elementami AWT

AWT (The Abstract Window Toolkit) – jedna ze standardowych bibliotek graficznych środowiska Java. Jest zależna od stosowanego systemu operacyjnego.
Obecnie obok innych bibliotek graficznych: Swing oraz Java2D jest częścią frameworka Java Foundation Classes (JFC).